# ولدیمیرو کالارزه
ولدیمیرو کالارزه (انگلیسی: Wladimiro Calarese; ۳ اکتبر ۱۹۳۰ – ۱۳ اوت ۲۰۰۵) ورزشکار شمشیربازی اهل ایتالیا بود.
وی در مسابقات کشوری و بین‌المللی در مجموع برندهٔ ۳ مدال نقره، ۳ مدال برنز شده‌است.